# Nossa Senhora da Cabeça
Nossa Senhora da Cabeça (em castelhano: Nuestra Señora de la Cabeza; Virgen de la Cabeza) é um dos títulos com que a Virgem Maria é invocada desde o achado de uma estátua relacionada a uma série de milagres. Seu nome faz referência à serra do Cerro del Cabezo, onde se diz que ela apareceu.
Seu cujo culto está centrado na Basílica de Nuestra Señora de la Cabeza, localizada no Parque Natural da Serra de Andújar, ao norte da cidade de Andújar, na Espanha. Sua estátua faz uma referência tradicional à Madona Negra e é conhecida popularmente como La Morenita ("A Moreninha").
Ao lado de Santo Eufrásio, a Virgem da Cabeça foi designada como padroeira de Andújar em 18 de março de 1909 por São Pio X e da Diocese de Jaén em 27 de novembro de 1959 por São João XXIII. Ela também é conhecida por ser a padroeira das monterías, que são caçadas tradicionais na Espanha.

## História

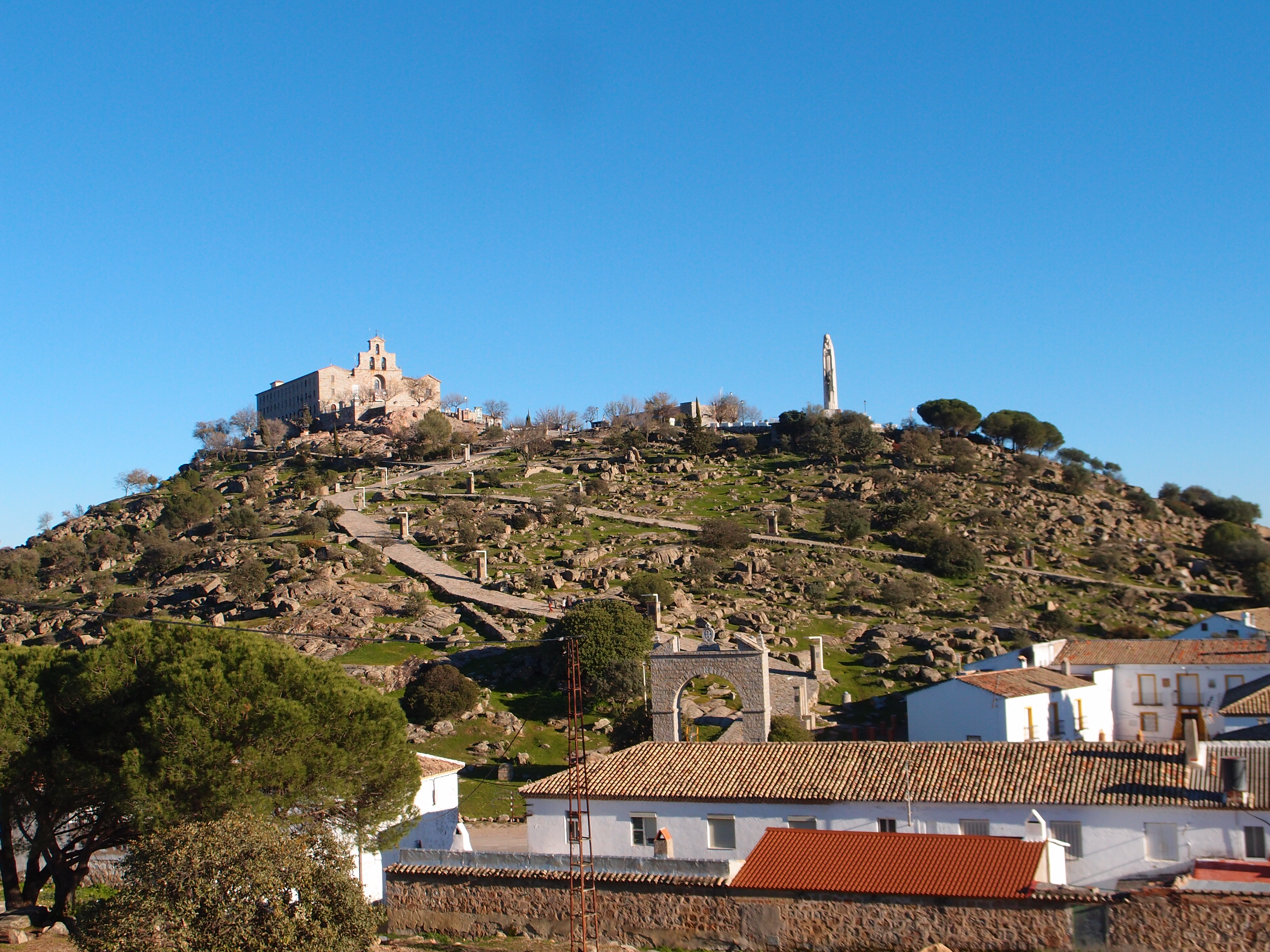
Vista da Basílica da Virgem da Cabeça no Cerro del Cabezo em Andújar, Espanha

Segundo a lenda, quando Santo Eufrásio chegou à Espanha no primeiro século, trouxe consigo uma imagem da Virgem Maria, à qual demonstrava devoção. Segundo a lenda, esta imagem foi dada a Eufrásio por São Pedro, e diz-se que foi o retrato que São Lucas pintou da Virgem Maria.
No século VIII, quando Andújar foi ocupada por forças mouras, a imagem foi escondida no topo de uma das colinas mais altas e inacessíveis da Serra Morena, o Cerro del Cabezo. No século XIII, um pastor chamado Juan Alonso de Rivas, de Colomera, cuidava do gado de um vizinho de Arjona. Juan Rivas era um católico já idoso, que sofria de anquilose e paralisia no braço esquerdo.
Certa noite, Juan Rivas começou a ver luzes estranhas no topo do Cerro del Cabezo. Ouviu também o som incessante de um sino. Subiu a colina e lá, entre dois enormes blocos de granito, encontrou uma pequena imagem da Virgem Maria. Juan então ajoelhou-se diante da imagem, que lhe falou, pedindo-lhe que construísse uma ermida naquele local. Logo ele percebeu que seu braço esquerdo havia sido curado e desceu até a cidade de Andújar para descrever o que milagre que lhe havia acontecido.

## Veneração
O culto de Nossa Senhora da Cabeça espalhou-se para além de Andújar. Uma igreja-santuário lhe foi dedicada em Motril, iniciada em 1631. Embora parcialmente destruída na Guerra Civil Espanhola, foi posteriormente reconstruída. Também uma igreja dedicada a Nossa Senhora da Cabeça foi erigida em Ávila, datada do início do século XIII, e na América do Sul, uma igreja foi dedicada a ela em Lima, Peru, no distrito de Rímac. O escritor espanhol Miguel de Cervantes descreve o santuário dedicado a Nossa Senhora da Cabeça em sua obra "Os Trabalhos de Persiles e Sigismunda".
A Romaria da Virgen da Cabeça é celebrada em Andújar no último domingo do mês de abril. Durante esta peregrinação, os devotos visitam o santuário na colina do Cabezo. Uma feira local também ocorre em setembro, associada à criação de gado, mas este aspecto diminuiu nos últimos anos. Apesar disso, a feira ainda apresenta barracas erguidas para a venda de gado.

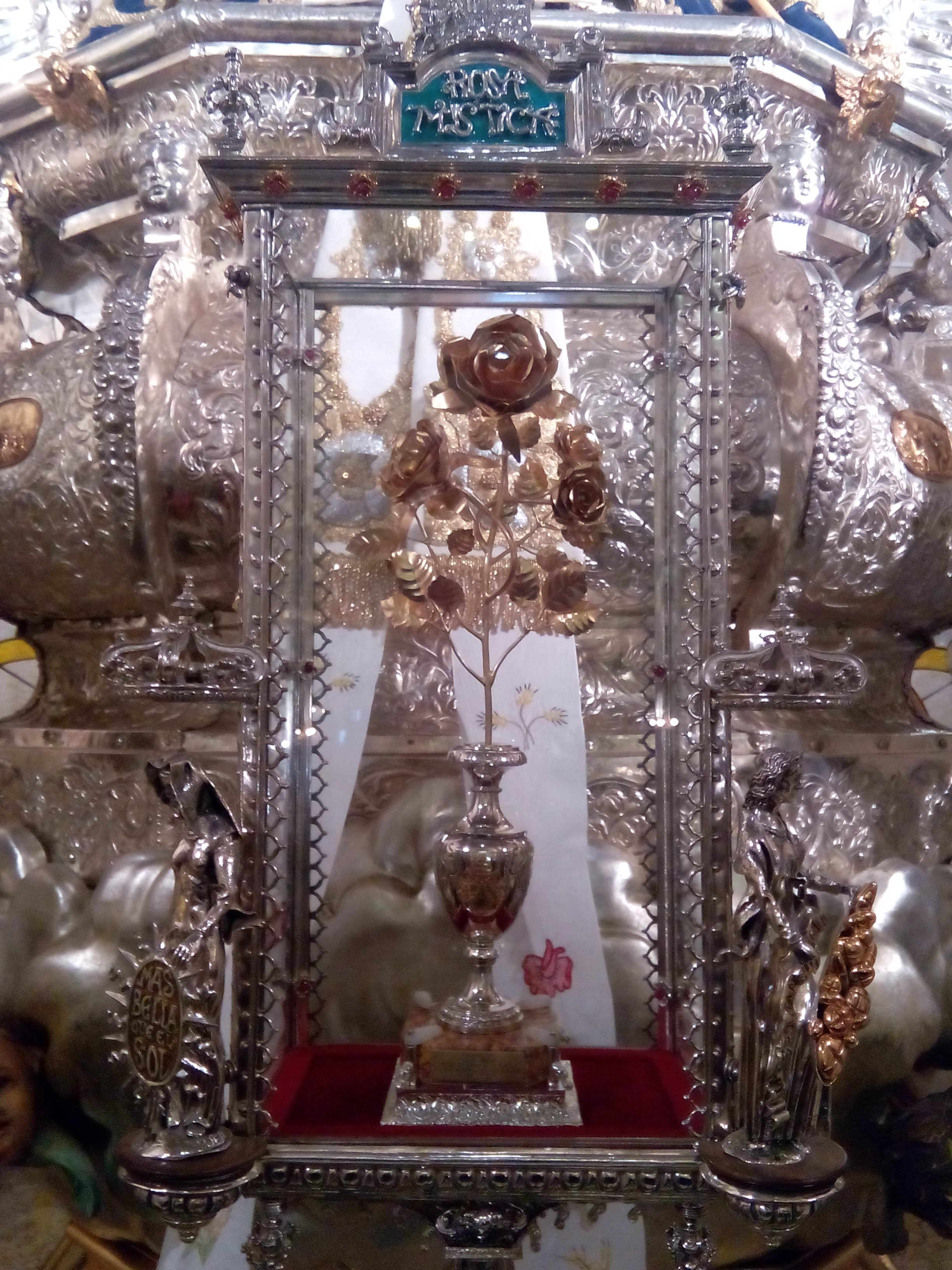
A Rosa de Ouro ofertada por Bento XVI a Virgem da Cabeça exposta em sua basílica

O Papa Bento XVI conferiu a Nossa Senhora da Cabeça uma Rosa de Ouro em 22 de novembro de 2009, a primeira imagem mariana na Espanha a receber esta condecoração. Um pedido para a honra foi feito pelo bispo de Jaén, Ramón del Hoyo López, devido ao fato de que a diocese estava celebrando o centenário da coroação da imagem. A inscrição em latim na rosa diz:
Bento XVI. Rosa de Ouro. Para a imagem da Bem-Aventurada Virgem da Cabeça, Padroeira Celestial da Diocese de Jaén. Concessão mais graciosa. 22 de novembro de 2009.